# Dalkinsfjall
Dalkinsfjall är ett berg på ön Eysturoy i den norra delen av ögruppen Färöarna. Bergets högsta topp är 719 meter över havet.  Det ligger 2 kilometer nordöst om samhället Funningsfjørður. 